# Eudentalium
Eudentalium là một chi thân mềm thuộc họ Dentaliidae.
Các loài thuộc chi này được tìm thấy ở Úc.
Các loài:
- Eudentalium quadricostatum (Brazier, 1877)